# Eileen (Film)
Eileen ist ein US-amerikanischer Spielfilm von William Oldroyd aus dem Jahr 2023. Basierend auf dem gleichnamigen Roman von Ottessa Moshfegh erzählt der Thriller von zwei gegensätzlichen Frauen, die sich in den 1960er-Jahren als Angestellte einer Vollzugsanstalt für jugendliche Straftäter kennenlernen. Daraufhin verbindet sie eine unheilvolle Freundschaft miteinander. Die Hauptrollen übernahmen Thomasin McKenzie und Anne Hathaway.
Die Uraufführung des Films fand am 22. Januar 2023 beim 39. Sundance Film Festival statt.

## Handlung
Neuengland in den 1960er-Jahren: Eileen arbeitet als Sekretärin in einer Vollzugsanstalt für jugendliche Straftäter. Die junge Frau verhält sich distanziert und ist unbeeindruckt von den Schicksalen, die ihr im Arbeitsalltag begegnen. Eines Tages tritt die attraktive  Rebecca Saint John ihren Dienst als Erziehungsbeauftragte des Gefängnisses an. Eileen ist sofort fasziniert von ihrer glamourösen und rätselhaften Präsenz. Die beiden unterschiedlichen Frauen kommen einander näher und durch Rebecca beginnt Eileen erstmals selbst über ihre Persönlichkeit zu reflektieren und eigene Wünsche zu formulieren. Doch die Freundschaft hat einen hohen Preis und Rebecca weiht Eileen in ein dunkles Geheimnis ein. Daraufhin wird sie in ein grauenhaftes Verbrechen hineingezogen.

## Entstehungsgeschichte

### Literarische Vorlage
Der Stoff basiert auf dem Roman Eileen von Ottessa Moshfegh aus dem Jahr 2015. Der international erfolgreiche Psychothriller gewann ein Jahr nach seiner Veröffentlichung den Hemingway Foundation PEN Award und gelangte auf die Shortlist des britischen Booker Prize. Moshfegh hatte sich eigenem Bekunden zufolge beim Rohentwurf an einem Bestseller-Ratgeber orientiert. Nach preisgekrönten Kurzgeschichten und einem vom amerikanischen Lesepublikum weitgehend ignorierten Roman (McGlue, 2014) wollte sie vom Schreiben leben können. Eileen fand Lob seitens der Literaturkritik, die es mit Werken von Gillian Flynn (Gone Girl) oder Paula Hawkins (Girl on the Train) verglich. Eine deutschsprachige Übersetzung erschien im Jahr 2017. Auch hier erkannten Kritiker in Eileen den Versuch, „gängige Genres aufzugreifen und zugleich zu unterwandern“. Ebenso wurde die Autorin mit Patricia Highsmith verglichen und ihre Titelfigur für ihren „sezierende[n] Blick“ gelobt. Im Roman ruft sich die ältere Eileen ihr damaliges trostloses Dasein als junge Sekretärin in einer Jugendhaftanstalt und mit einem tyrannischen, alkoholkranken Vater in Erinnerung. Die dargestellten monströsen Fantasien von Eileen sorgten dafür, dass viele „Rezensenten ambivalente, zwischen Mitleid und Ekel changierende Gefühle“ gegenüber der Titelfigur hegten.

### Filmadaption
Die Rechte an einer Verfilmung sicherte sich 2015 der US-amerikanische Filmproduzent Scott Rudin für Fox Searchlight Pictures. Moshfegh selbst habe sich schon immer einen Film über Eileen vorstellen können. An ein Drehbuch hatte sie sich aber nicht gewagt, da dadurch der innere Monolog der Figur nicht zum Vorschein gekommen wäre. Als Drehbuchautorin wurde Erin Cressida Wilson ausgewählt, die zuvor bereits Girl on the Train für die Kinoleinwand adaptiert hatte. Eine zeitnahe Produktion kam aber nicht zustande.
Im Februar 2022 wurde schließlich bekannt, dass der Brite William Oldroyd den Roman auf Basis eines Drehbuchs von Luke Goebel und Moshfegh verfilmt hatte. Die Dreharbeiten fanden in New Jersey statt. Für die Hauptrollen von Eileen und Rebecca wurden Thomasin McKenzie und Anne Hathaway verpflichtet. Die Kameraarbeit übernahm die Australierin Ari Wegner, den Schnitt Nick Emerson. Mit beiden hatte Oldroyd bereits an seinem ersten Spielfilm Lady Macbeth (2016) zusammengearbeitet. Für die Produktion zeichneten die Unternehmen Endeavor Content, Film4, Likely Story und Omniscient Productions verantwortlich.

## Veröffentlichung und Rezeption
Die Uraufführung erfolgte am 22. Januar 2023 auf dem Sundance Film Festival, wo Eileen eine Einladung in die Sektion Premieres erhalten hatte. Der Film fand mehrheitlich Anklang bei der englischsprachigen Filmkritik. Auf der Website Rotten Tomatoes empfahlen 85 Prozent der Kritiker das Werk weiter und es erhielt eine Bewertung von 7,1 von 10 möglichen Punkten. Das Fazit der Seite lautet, dass sich Anne Hathaway und Thomasin McKenzie „als gut eingespieltes Duo“ erweisen würden. Beide Schauspielerinnen würden dem Ausgangsmaterial des Films „mit einer kuriosen Geschichte voller Besessenheit alle Ehre“ machen. Auf der Website Metacritic hält Eileen eine Bewertung von 71 von 100 möglichen Punkten, basierend auf 44 ausgewerteten englischsprachigen Kritiken. Dies entspricht allgemein positive Bewertungen („generally favorable“).
Ein regulärer, limitierter Kinostart in den USA ist ab 1. Dezember 2023 geplant. Eine Woche später soll Eileen landesweit in den Kinos veröffentlicht werden.

## Auszeichnungen
Der Film wurde unter anderem in drei Kategorien bei den Independent Spirit Awards 2024 berücksichtigt (Beste Regie, Beste Nebenrolle – Anne Hathaway und Marin Ireland).